# Lsof
lsof – polecenie używane w systemach typu Unix.
Jego autorem jest Vic Abell.
Służy do wyświetlania listy otwartych plików oraz programów które ich używają.
W systemach typu Unix plikami są również gniazda sieciowe i urządzenia.
lsof jest najczęściej stosowany gdy polecenie umount nie może odmontować systemu plików celem znalezienia otwartych na nim plików i identyfikacji procesów ich używających.

## Przykład
```
# lsof /var
COMMAND     PID     USER   FD   TYPE DEVICE SIZE/OFF     NODE NAME
syslogd     350     root    5w  VREG  222,5        0 440818 /var/adm/messages
syslogd     350     root    6w  VREG  222,5   339098   6248 /var/log/syslog
cron        353     root  cwd   VDIR  222,5      512 254550 /var -- atjobs
```